# Вукович, Милян
Ми́лян Ву́кович (серб. Миљан Вуковић / Miljan Vuković; 10 января 1990, Белград) — сербский гребец, выступал за национальную сборную Сербии по академической гребле в начале 2010-х годов. Участник летних Олимпийских игр в Лондоне, бронзовый призёр чемпионата Европы, победитель и призёр многих регат национального значения.

## Биография
Милян Вукович родился 10 января 1990 года в Белграде. Активно заниматься греблей начал в возрасте четырнадцати лет в 2004 году, проходил подготовку в столичном гребном клубе «Партизан».
Дебютировал на международной арене в 2008 году, выступив на чемпионате мира среди юниоров и заняв на нём четвёртое место в программе четырёхместных экипажей. Год спустя соревновался на молодёжном мировом первенстве и стал в четвёрках девятым. С 2010 года состоял во взрослой гребной команде Сербии.
Первого серьёзного успеха на взрослом международном уровне добился в сезоне 2012 года, когда вошёл в основной состав сербской национальной сборной и побывал на чемпионате Европы в итальянском Варесе, откуда привёз награду бронзового достоинства, выигранную совместно с Милошем Васичем, Радое Джеричем и Гораном Ягаром в безрульных четвёрках. Благодаря череде удачных выступлений удостоился права защищать честь страны на летних Олимпийских играх в Лондоне — в том же составе в той же дисциплине они заняли пятое место на предварительном квалификационном этапе, затем показали первый результат в утешительном отборочном заезде, стали шестыми на стадии полуфиналов и попали тем самым в утешительный финал «Б». В утешительном финале «Б» финишировали четвёртыми и, таким образом, расположились в итоговом протоколе соревнований на десятой строке.
После лондонской Олимпиады Вукович ещё в течение некоторого времени оставался в основном составе гребной команды Сербии и продолжал принимать участие в крупнейших международных регатах. Так, в 2013 году он выступил на чемпионате Европы в испанской Севилье, в безрульных четвёрках сумел дойти здесь до утешительного финала «Б», в котором пришёл к финишу первым. Вскоре по окончании этих соревнований принял решение завершить карьеру профессионального спортсмена, уступив место в сборной молодым сербским гребцам.